# Robert MacNaughton
Robert MacNaughton, także Robert Macnaughton (ur. 19 grudnia 1966 w Nowym Jorku) – amerykański aktor filmowy i telewizyjny.

## Kariera
Urodził się w Nowym Jorku 19 grudnia 1966 roku. Najbardziej znany jest z roli brata Elliota, Michaela, w filmie E.T., za którą w 1982 roku otrzymał nagrodę Young Artist Award w kategorii „Najlepszy młody aktor drugoplanowy w filmie fabularnym”.
W 1980 roku zagrał w amerykańskim filmie telewizyjnym Anielskie miasto w reżyserii Philipa Leacocka i Steve’a Carvera. W 1981 roku wystąpił w roli Dave’a McGregora w westernie Big Bend Country w reżyserii Ralpha Senensky’ego, a w 1982 w filmie familijnym w reżyserii Noela Blacka The Electric Grandmother. Po sukcesie E.T. aktor wystąpił w 1983 roku w filmie I Am the Cheese w reżyserii Roberta Jirasa. W latach 1984–1988 pojawiał się, grając role epizodyczne w serialach. W 2015 roku wystąpił w horrorze Frankenstein vs. The Mummy w reżyserii Damiena Leone oraz filmie kryminalnym Laugh Killer Laugh w reżyserii Kamala Ahmeda.

## Życie prywatne
Żoną aktora jest od 2012 roku aktorka Bianca Hunter, małżeństwo ma jedno dziecko: Noah MacNaughton.